# Alchemilla glyphodonta
Alchemilla glyphodonta är en rosväxtart som beskrevs av Sergei Vasilievich Juzepczuk. Alchemilla glyphodonta ingår i släktet daggkåpor, och familjen rosväxter. Inga underarter finns listade i Catalogue of Life.